# Severînivka, Iampol
Severînivka (în ucraineană Северинівка) este localitatea de reședință a comunei Severînivka din raionul Iampol, regiunea Vinița, Ucraina.

## Demografie
Componența lingvistică a localității Severînivka
     Ucraineană (98,34%)
     Rusă (1,53%)
Conform recensământului din 2001, majoritatea populației localității Severînivka era vorbitoare de ucraineană (98,34%), existând în minoritate și vorbitori de rusă (1,53%).